# پینگو دوسه
پینگو دوسه (پرتغالی: Pingo Doce) شرکت خرده‌فروشی پرتغالی است، که در سال ۱۹۸۰ تأسیس شد.